# Severina Vučković
Severina Vučković (Split, 21 april 1972) is een Kroatische zangeres.

## Eurovisie Songfestival
In 2006 schreef Severina zich in voor Dora, de Kroatische voorronde voor het Eurovisiesongfestival. Ze wist deze driedaagse wedstrijd te winnen en mocht haar land zodoende vertegenwoordigen op het Eurovisiesongfestival 2006, dat dat jaar in de Griekse hoofdstad Athene werd gehouden. Aanvankelijk had Severina eerst moeten aantreden in de halve finale van het liedjesfestijn (dit door het matige Kroatische resultaat van een jaar eerder), maar omdat Servië en Montenegro zich terugtrok door problemen met de eigen selectie, mocht Kroatië rechtstreeks in de finale starten. Severina trad aan met het liedje Moja štikla en werd 13de met 56 punten.

## Seksschandaal
In 2004 was Vučković bij een schandaal betrokken, toen op internet een video te zien was waarin ze seks met een getrouwde man had. Ze wilde de website vervolgen, maar de zaak werd door de rechtbank van Zagreb geseponeerd. De film toont een vrijpartij van ongeveer een kwartier waarin het duo champagne drinkt tijdens het vrijen en na de vrijpartij zwaait naar de camera.

## Discografie
- Severina – 1989
- Dalmatinka – 1993
- Trava zelena – 1995
- Moja stvar – 1996
- Djevojka sa sela – 1998
- Paloma nera – Live album – 1999
- Ja samo pjevam – 1999
- Pogled ispod obrva – 2001
- 18 velikih hitova – 2002
- Virujen u te – Najbolje uživo – 2002
- Virujen u te – DVD – 2003
- Severgreen – 2004
- Moja štikla – 2006